# Dead to Rights (jeu vidéo)
Ne doit pas être confondu avec Dead to Rights (film).
Dead to Rights est un jeu vidéo d'action en vue à la troisième personne, développé et édité par Namco, sorti dans un premier temps sur Xbox, puis sur PlayStation 2 et GameCube, et enfin sur PC. Une adaptation du jeu sur Game Boy Advance est sortie en 2004.

## Trame
Un soir, alors qu'il effectue une patrouille de routine, Jack Slate, policier à Grant City, reçoit un appel du dispatching lui signalant que des coups de feu ont été tirés sur un site en construction. Sur place, il découvre que son père a été assassiné. Jack part alors à la recherche du meurtrier, mais il commence à devenir gênant pour Richard « Dick » Hennesey, le chef corrompu de la police, qui fait en sorte que Jack finisse en prison en le piégeant pour un autre meurtre qu'il n'a pas commis. Sept mois plus tard, Jack réussit à s'évader, et part à la poursuite de Hennesey, en se débarrassant au passage des gangsters et autres barons de la pègre qui se mettent en travers de sa route...

## Système de jeu
Dead to Rights autorise le joueur à plonger au ralenti pour ajuster ses tirs en puisant dans une jauge d'adrénaline, une possibilité qui n'est pas sans rappeler le « bullet time » de Max Payne. Par moments, le joueur est accompagné d'un chien policier nommé Shadow. Sous réserve qu'une jauge qui lui est dédiée soit remplie (et cela afin d'éviter qu'il devienne trop puissant et déséquilibre le jeu), le canidé peut tuer n'importe quel ennemi sur ordre du joueur, et ensuite lui ramener le ou les objets que celui-ci portait. Certains passages du jeu requièrent du joueur qu'il prenne le contrôle direct de Shadow afin d'atteindre des zones qui sont inaccessible à Jack.